# Röd blodkropp

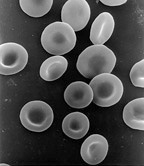
Röda blodkroppar

Röda blodkroppar, erytrocyter, är en del av blodet och utgör tillsammans med vita blodkroppar (leukocyter) och blodplättar nära 50 % av blodet. Deras uppgift är att frakta syre till cellerna, och koldioxid från dem till lungorna.

## Siffror
En vuxen människa har cirka 5 liter blod. En kubikmillimeter blod innehåller omkring fem miljoner röda blodkroppar. Totalt har en vuxen människa omkring 25 biljoner röda blodkroppar. 
En röd blodkropp innehåller cirka 300 miljoner molekyler hemoglobin och varje hemoglobinmolekyl kan i sin tur binda upp till 4 syremolekyler (O2). En enda röd blodkropp kan alltså transportera cirka 1,2 miljarder syremolekyler.

## Blodbildning
Nyproduktion av erytrocyter sker genom att bland annat njuren känner att den får för låg syrehalt. Den producerar då hormonet erytropoetin, som signalerar till benmärgen att producera mer röda blodkroppar.

## Nedbrytning
De röda blodkropparna lever hos vuxna i cirka 120 dagar, hos barn har de kortare livslängd. De lever till det att dess förråd av enzymer som upprätthåller membranets flexibilitet avtar. De gamla cellerna fångas upp och bryts ner framför allt i mjälten, men även i levern, av fagocyter. De nedbrutna delarna återanvänds till stor del. Järnet fraktas till benmärgen för nyproduktion, och proteinerna byggs in i nya protein i levern eller filtreras ut i urinen och avlägsnas ur kroppen. De röda blodkropparna som finns kvar när man avlidit klumpar ihop sig och lägger sig på botten av kroppen, i kärlen. Man kan ofta se tydliga streck på huden där blodkropparna lagt sig.

## Utseende och funktion

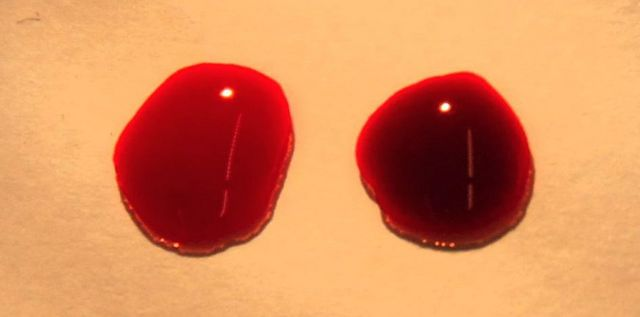
Två bloddroppar. Den vänstra är syrerik, och den högra syrefattig.

De röda blodkropparna är platta och inåtbuktande från båda sidor (bikonkava). De är små i jämförelse med andra celler (7–8 mikrometer i diameter). Deras speciella form gör att syretransporten och gasutbytet gynnas eftersom det ger cellerna en stor sammanlagd yta där gaser kan diffundera in och ut över cellmembranet. Formen gör dem också väldigt flexibla vilket underlättar passagen genom de minsta blodkärlen, kapillärerna, då de ofta lägger sig som tallrikar mot varandra på långa led för snabbare transport i kärlen. Däggdjurs röda blodkroppar innehåller varken cellkärna, ribosomer eller mitokondrier vilket ger mer plats för hemoglobin. I och med detta kan inte syret som de bär förbrukas av dem själva. De röda blodkropparna får istället enbart energi genom anaerob, syrefri, förbränning. Bristen på cellkärna och gener gör även att de inte kan reproducera sig, eller reparera sig. Reproduktionen sker i benmärgen av stamceller, i en process kallad hematopoesen. Det är först när cellkärnan avlägsnats som blodkropparna blir tillräckligt flexibla för att lämna benmärgen i märkbar utsträckning.
Röda blodkroppar med cellkärna är normalt hos nyfödda, senare finns de bara i benmärgen. Om röda blodkroppar med cellkärna observeras hos större barn eller hos en vuxen 
visar det att blodkroppsproduktionen är kraftigt ökad så att omogna röda blodkroppar kommer ut i cirkulationen. Möjliga orsaker är anemi, myelofibros, thalassemi, miliartuberkulos, kronisk hypoxemi 
eller blodcancer såsom myelom, leukemi och lymfom.
Många arter av salamandrar har precis som däggdjuren röda blodkroppar utan cellkärna, men annars har ryggradsdjur blodkroppar med cellkärna hela livet.

## Hematokrit
EVF, förkortning för engelska Erytrocyte Volume Fraction, eller hematokrit (av grekiskans krino, skilja) är de röda blodkropparnas andel av blodets totalvolym. Normalvärdet är 0,40–0,50 L/L för män och 0,35–0,46 L/L för kvinnor. Låga värden kan vara ett tecken på anemi. Hematokrit har ingen enhet och begreppet används framförallt inom sjukvården. Förändrad hematokrit kan antingen bero på minskad mängd röda blodkroppar eller hemodilution, det vill säga utspädning av blodet, eller vätskebrist.